# Duke of Fife

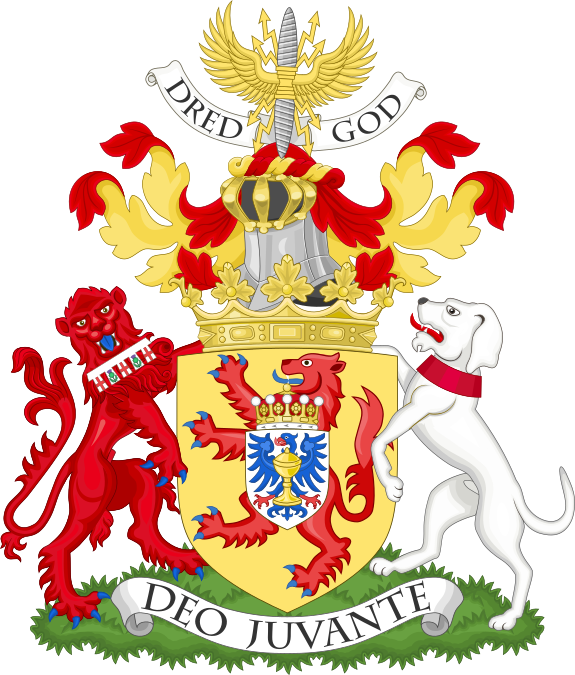
Wappen der Dukes of Fife seit 2017

Duke of Fife ist ein erblicher britischer Adelstitel in der Peerage of the United Kingdom, benannt nach der schottischen Grafschaft Fife.
Seit 1992 sind die Dukes auch Chief des Clan Carnegie.
Familiensitze der Dukes sind Kinnaird Castle bei Brechin in Angus und Elsick House bei Stonehaven in Aberdeenshire.

## Verleihungen

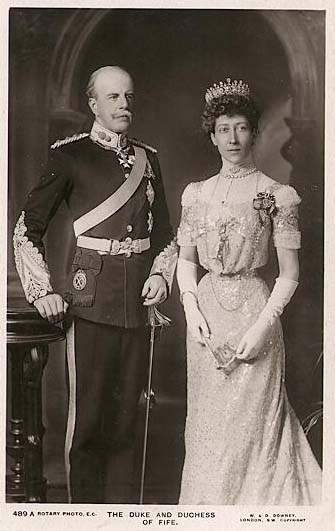
Alexander Duff, 1. Duke of Fife und seine Gemahlin Prinzessin Louise von Großbritannien und Irland

Der Titel wurde zweimal verliehen, in beiden Fällen an Alexander Duff, 6. Earl Fife. Dieser war der Ehemann von Louise, Princess Royal, dem dritten Kind und der ältesten Tochter von König Eduard VII. und Königin Alexandra.
Am 29. Juni 1889, zwei Tage nach der Eheschließung, erhob Königin Victoria, den Ehemann ihrer Enkelin, Alexander Duff, 6. Earl Fife, zum Duke of Fife sowie Marquess of Macduff. Die Titel waren, wie üblich, nur an männliche leibliche Abkömmlinge vererbbar. Als erkennbar wurde, dass das Paar nur Töchter haben werde, verlieh Königin Victoria dem Duke am 24. April 1900 die Titel Duke of Fife und Earl of Macduff, in the County of Banff, nun mit der Bestimmung, dass sie auch an seine Töchter und deren männliche leibliche Nachkommen übergehen könne. Die Titel der erstgenannten Verleihung erloschen 1912 mit dem Tod des ersten Dukes. Die der zweiten Verleihung fielen an die ältere seiner beiden Töchter Alexandra, welche zuvor gemeinsam mit ihrer jüngeren Schwester Maud von König Eduard VII. zur Prinzessin erklärt wurde.
Der Titel des Duke of Fife ist das bislang letzte Dukedom, das an eine Person verliehen wurde, die kein Sohn oder Enkel des regierenden Monarchen ist.

## Nachgeordnete Titel
Zum Zeitpunkt seiner Erhebung in den Rang eines Dukes führte Duff bereits die Titel Earl Fife (geschaffen 1759), Earl of Fife (geschaffen 1885), Viscount Macduff (geschaffen 1759), Baron Braco (geschaffen 1735) und Baron Skene (geschaffen 1857). Marquess of Macduff, Earl of Fife und Baron Skene gehörten zu der Peerage of the United Kingdom, alle anderen zu der Peerage of Ireland. Alle diese Titel erloschen gemeinsam mit der ersten Dukedom mit dem Tode von Alexander Duff im Jahre 1912.
Der Sohn der 2. Duchess führte als Heir Apparent den Höflichkeitstitel Earl of Macduff. Da die 2. Duchess ihren einzigen Sohn überlebte, fielen bei ihrem Tod 1959 der Titel des Duke of Fife und der nachgeordnete Titel Earl of Macduff an ihren Neffen James Carnegie, den Sohn ihrer Schwester, als 3. Duke. Dieser erbte 1992 von seinem Vater auch die zur Peerage of Scotland gehörenden Titel 12. Earl of Southesk (geschaffen 1633), 12. Lord Carnegie of Kinnaird (geschaffen 1616) und 12. Lord Carnegie of Kinnaird and Leuchars (geschaffen 1633), den zur Peerage of the United Kingdom gehörenden Titel 4. Baron Balinhard (geschaffen 1869), sowie den zur Baronetage of Nova Scotia gehörenden Titel 12. Baronet, of Pitcarrow in the County of Kincardine (geschaffen 1663). Diese sind seither weitere nachgeordnete Titel des jeweiligen Dukes. Der Heir Apparent des jeweiligen Dukes führt seither den Höflichkeitstitel Earl of Southesk, dessen Heir Apparent den Höflichkeitstitel Lord Carnegie.

## Liste der Dukes of Fife

### Dukes of Fife, erste Verleihung (1889)
- Alexander Duff, 1. Duke of Fife (1849–1912)

### Dukes of Fife, zweite Verleihung (1900)
- Alexander Duff, 1. Duke of Fife (1849–1912)
- Alexandra Duff, 2. Duchess of Fife (1891–1959)
- James Carnegie, 3. Duke of Fife (1929–2015)
- David Carnegie, 4. Duke of Fife (* 1961)

Titelerbe (Heir Apparent) ist der älteste Sohn, Charles Carnegie, Earl of Southesk (* 1989).